# Paulo Leminski
Paulo Leminski Filho (Curitiba, 24 de agosto de 1944 — Curitiba, 7 de junho de 1989) foi um escritor, poeta, músico, crítico literário, jornalista, publicitário, tradutor e professor brasileiro. Tinha uma poesia marcante, pois inventou um jeito próprio de escrever, com trocadilhos, brincadeiras com ditados populares e influência do haicai, além de abusar de gírias e palavrões. Foi influenciado pela cultura japonesa, principalmente pela poesia curta e objetiva dos haicais de Matsuo Bashō, autor sobre o qual Leminski escreveu uma biografia. Além da influência japonesa em sua poesia, Leminski também era faixa preta de judô.

## Biografia
Filho do também chamado Paulo Leminski e de Áurea Pereira Mendes, seu pai era de origem polonesa e sua mãe filha de pai português e mãe brasileira de origem negra e indígena. Paulo Leminski foi um filho que sempre chamou a atenção por sua intelectualidade, cultura e genialidade. Estava sempre à beira de uma explosão e assim produziu muito, o que o fez ser dono de uma extensa e relevante obra. Leminski inventou um jeito próprio de escrever poesia, preferindo poemas breves, muitas vezes fazendo haicais, trocadilhos, ou brincando com ditados populares.
Em Curitiba, estudou no Colégio Estadual do Paraná. Em 1958, aos quatorze anos, foi para o Mosteiro de São Bento em São Paulo e lá ficou o ano inteiro. Lá adquire conhecimentos de latim, teologia, filosofia e literatura clássica. Leminski queria ser monge, contrariando o desejo de seu pai, que queria que ele seguisse sua carreira militar. Leminski abandonou suas vocações religiosas em 1963.
De volta ao Paraná, continua consumindo literatura, principalmente as literaturas grega, latina, francesa e até hebraica, pelas Sagradas Escrituras.
Leminski casou-se em 9 de fevereiro de 1963 com a desenhista e artista plástica Nevair "Neiva" Maria de Sousa, da qual se separou em 1968. Ingressou também nas faculdades de Direito e de Letras. Ainda em 1963, viajou para Belo Horizonte, participando da Semana Nacional de Poesia de Vanguarda, onde conheceu Haroldo de Campos, amigo e parceiro em várias obras, Augusto de Campos e Décio Pignatari, criadores do movimento poesia concreta.
Estreou em 1964 com cinco poemas na revista Invenção, dirigida por Décio Pignatari, em São Paulo, porta-voz da poesia concreta paulista. Em 1965 tornou-se professor de história e de redação em cursos pré-vestibulares, após ter abandonado a faculdade, chegando a se tornar o professor mais requisitado da cidade, por sua didática. Essa experiência o motivou a escrever seu primeiro romance, Catatau, que demorou 8 anos para ser concluído.
Em 1966, ficou em primeiro lugar no II Concurso Popular de Poesia Moderna promovido pelo jornal O Estado do Paraná, desembolsando a quantia de 80 mil cruzeiros. Durante essa época começou a praticar judô, conseguindo a faixa preta 4 anos depois. Além de praticante, Leminski também foi professor de judô.
Em 1967, fundou o Grupo Áporo, que em seu manifesto se propunha a combater o "provincianismo cultural de Curitiba". No mesmo ano, começa a escrever Catatau.
Em 1968, participou do I Concurso Nacional de Contos do Paraná, com um conto intitulado Descartes com lentes. Finalista do concurso, não venceu, o motivando a expandir o texto, que acabaria se tornando Catatau.
Casou-se em 1968 com a também poeta Alice Ruiz. Leminski e Alice foram morar em uma espécie de comunidade hippie. Ficaram lá por mais de um ano, e só saíram com a chegada do primeiro de seus três filhos, Miguel Ângelo. De 1969 a 1970 decidiu morar no Rio de Janeiro, trabalhando para jornais e revistas, e retornando a Curitiba para se tornar diretor de criação e redator publicitário.
Na década de 1970, teve poemas e textos publicados em diversas revistas - como Qorpo Estranho, Muda Código e Raposa.
Em 1975, lançou o seu ousado Catatau, que chamou de "prosa experimental".[carece de fontes?] Em 2012, Catatau foi traduzido integralmente para o castelhano por Reynaldo Jiménez.
Em 1976, publica Quarenta clics em Curitiba em conjunto com Jack Pires. Sendo uma espécie de fotolivro, possui 40 poemas escritos por Leminski e 40 fotos em preto e branco tiradas por Pires.
No final da década de 1970, na editora Grafipar de Curitiba, o casal Paulo Leminski e Alice Ruiz roteirizou histórias em quadrinhos eróticas, desenhadas por artistas como Claudio Seto, Júlio Shimamoto, Flávio Colin e Itamar Gonçalves.
Em 1980, com a iniciativa de amigos, publica Não fosse isso e era menos não fosse tanto e era quase. No mesmo ano, publica Polonaises. Todos os livros publicados por Leminski até esse ponto foram publicados de forma independente. Serão esses dois livros em conjunto com outras poesias escritas mais tarde que formarão a obra Caprichos e relaxos, publicada em 1983 pela editora Brasiliense por iniciativa do editor Luiz Schwarcz.
Paulo Leminski foi um estudioso da língua e cultura japonesas (como o zen-budismo) e publicou em 1983 uma biografia de Matsuo Bashō (Matsuó Bashô: a lágrima do peixe), autor que o influenciou em seus haicais e do qual traduziu vários textos. Além da biografia de Bashō, escreveu também durante a década de 1980 biografias de Cruz e Sousa (Cruz e Sousa: o negro branco), Leon Trótski (Trotsky: a paixão segundo a revolução) e Jesus Cristo (Jesus: a.C.), todos personagens no qual influenciaram Leminski de certa maneira. Das quatro biografias, duas são baseadas em traduções feitas por Leminski: Jesus possui várias traduções dos evangelhos, e Matsuó Bashô possui mais de 30 traduções de seus haicais, além de trechos de seus diários e outros breves poemas de autores orientais e ocidentais. Publicadas individualmente, as biografias posteriormente foram publicadas em volume único, intitulado Vida. Vida foi traduzido ao castelhano por Joaquín Correa.
Em 1984, publica seu segundo romance, Agora é que são elas.
Entre 1984 e 1986, em Curitiba, foi tradutor de Petrônio, Alfred Jarry, James Joyce, John Fante, John Lennon, Samuel Beckett e Yukio Mishima. Leminski falava 6 línguas estrangeiras: inglês, francês, latim, grego, japonês e espanhol. Quase metade das obras publicadas de Leminski são trabalhos de tradução.
Em 1985, publicou Hai Tropikais, em parceria com Alice Ruiz.
Publicou o livro infanto-juvenil Guerra dentro da gente em 1986, em São Paulo. 1986 foi o ano de sua última tradução, Malone morre, de Samuel Beckett, e de sua última biografia, Trotsky.
Em 1987, publica seu último livro em vida, Distraídos Venceremos.
Entre 1987 e 1989, foi colunista do Jornal de Vanguarda que era apresentado por Doris Giesse na Rede Bandeirantes. Ele criou e apresentou o quadro Clic-poemas.
Em 1989, volta para Curitiba, estreando como colunista para a Folha de Londrina em abril.
Dentre suas atividades, criou habilidade de letrista e compositor. Ele aprendeu seus primeiros acordes com seu irmão, Pedro Leminski Neto, e seguiu criando e compondo de maneira autodidata.
Leminski teve diversos parceiros musicais em vida como Moraes Moreira, Itamar Assumpção, Zé Miguel Wisnik, Ivo Rodrigues, Fortuna, Edvaldo Santana, Guilherme Arantes, Marinho Galera, Celso Loch, entre outros.
Suas composições foram gravadas por nomes como Caetano Veloso, Ney Matogrosso, o grupo A Cor do Som, Paulinho Boca de Cantor, Zizi Possi, Zélia Duncan, Gilberto Gil, Ângela Maria, Ná Ozzetti, Arnaldo Antunes e Vítor Ramil.
Como músico tinha projetos de mostra autoral em Curitiba e abriu diversos shows do músico Jorge Mautner. A música estava ligada às obras de Paulo Leminski, uma de suas paixões, proporcionando uma discografia rica e variada. Gilberto Gil compôs a canção Estrela por ocasião do nascimento da filha do poeta.
Teve influência da poesia de Augusto de Campos, Décio Pignatari e Haroldo de Campos. Em muitas ocasiões declarou sua admiração por Torquato Neto, que antecipou muito da estética da década de 1970, sendo poeta do tropicalismo, movimento que influenciou Leminski. Leminski fez parte da geração mimeógrafo, um movimento surgido logo após o tropicalismo em que os intelectuais tentavam escapar da repressão do regime militar com meios alternativos, principalmente através do mimeógrafo. Leminski teve convivência com Régis Bonvicino, Gilberto Gil, Caetano Veloso, Moraes Moreira, Itamar Assumpção, José Miguel Wisnik, Arnaldo Antunes, Wally Salomão, Antônio Cícero, Antonio Risério, Julio Plaza, Reinaldo Jardim, Regina Silveira, Helena Kolody, Turiba e Ivo Rodrigues. Sua casa, no bairro Pilarzinho, em Curitiba, era uma espécie de reduto da intelectualidade na capital paranaense, onde diversos artistas que estavam de passagem pela cidade aproveitavam a ocasião para trocarem informações, e realizar parcerias em composições musicais e poesias. Moraes Moreira, Gal Costa, Gilberto Gil, Caetano Veloso, Ademir Assumpção e Itamar Assumpção foram alguns dos artistas que o visitaram.
Leminski era trotskista e muito próximo da Organização Socialista Internacionalista (OSI), grupo que estava em situação de clandestinidade devido à repressão do regime militar. Escreveu um poema para o movimento Liberdade e Luta (Libelu), tendência estudantil universitária fundada em 1976 na USP, cuja OSI era responsável e que atuava no combate ao regime militar, ficando famosa pela palavra de ordem “abaixo a ditadura”. Chamado Para a Liberdade e Luta, o poema refere aos trotskistas como "aqueles que o poder não corrompeu".
De 1968 a 1988 viveu com a poeta Alice Ruiz, que organizou sua obra, e quem inspirou sua primeira composição, Flor de Cheiro, em 1969. Com ela teve três filhos: Miguel Ângelo Leminski (1969-1979), que morreu com dez anos de idade, vítima de um linfoma, Aurea Alice Leminski (1971) e Estrela Ruiz Leminski (1981). A caçula lançou o álbum Leminskanções em 2014, com 25 músicas de Paulo e um Songbook, registrando cerca de 109 composições de seu pai.
Morreu em 7 de junho de 1989, em consequência do agravamento de uma cirrose hepática que o acompanhou por vários anos.
No ano de sua morte, foram publicadas a segunda edição de Catatau e o livro de poemas de literatura juvenil A lua no cinema.
Em 1991, é publicada postumamente a obra La vie en close, com poemas inéditos e organização de Alice Ruiz. Outros livros de poesia publicados postumamente com conteúdo inédito incluem Winterverno em conjunto com João Suplicy, publicado primeiramente em 1994, Metaformose: uma viagem pelo imaginário grego, publicado em 1994 e que foi agraciado com o Prêmio Jabuti de Poesia de 1995 em 3° lugar, e O ex-estranho, publicado em 1996. Em 2004, foi publicado Gozo fabuloso, livro de contos e crônicas.
Em 2013, a compilação da poesia completa Toda Poesia, também organizada por Alice Ruiz, que acompanhou toda a produção de sua obra, foi um fenômeno de vendas da editora Companhia das Letras e fixou a importância do poeta na literatura brasileira. Em 2022, o livro chega ao mercado norte-americano com a tradução do professor emérito do Departamento de Estudos em Espanhol e Português da Universidade da Flórida, Charles A. Perrone, em parceria com o Doutor em Estudos Literários da Universidade Federal do Paraná, Ivan Justen Santana.

## Obras literárias

### Obra poética

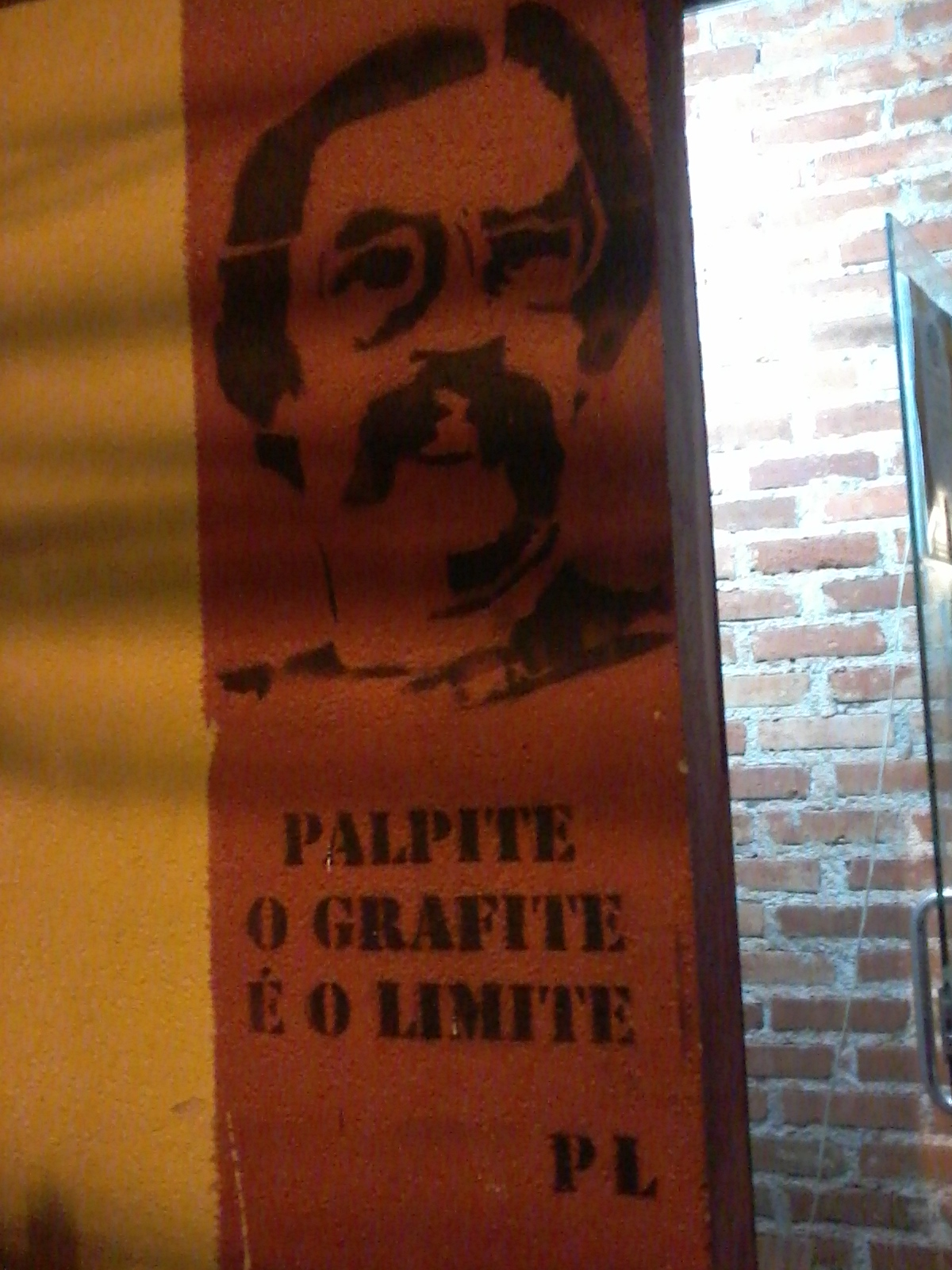
Paulo Leminski homenageado na parede de um bar de Curitiba

- Quarenta clics em Curitiba. Poesia e fotografia, com o fotógrafo Jack Pires. Curitiba, Etecetera, 1976. (2ª edição Secretaria de Estado Cultura, Curitiba, 1990.) n.p.
- Polonaises. Curitiba, Ed. do Autor, 1980. n.p.
- Não fosse isso e era menos/ não fosse tanto e era quase. Curitiba, Zap, 1980. n.p.
- Caprichos e relaxos. São Paulo, Brasiliense, 1983. 154p.
- e Ruiz, Alice. Hai Tropikais. Ouro Preto, Fundo Cultural de Ouro Preto, 1985. n.p.
- Caprichos e relaxos. São Paulo, Círculo do Livro, 1987. 154p.
- Distraídos Venceremos. São Paulo, Brasiliense, 1987. 133p. (5ª edição 1995)
- La vie en close. São Paulo, Brasiliense, 1991.
- Winterverno (com desenhos de João Virmond). Fundação Cultural de Curitiba, Curitiba, 1994. (2ª edição publicada pela Iluminuras, 2001. 80p.)
- Szórakozott Gyozelmunk (Nossa Senhora Distraída) - Distraídos venceremos, tradução de Zoltán Egressy, Coletânea organizada por Pál Ferenc. Hungria, ed. Kráter, 1994. n.p.
- O ex-estranho. Iluminuras, São Paulo, 1996.
- Melhores poemas de Paulo Leminski. (seleção Fréd Góes e Álvaro Marins) Global, São Paulo, 1996.
- Aviso aos náufragos. Coletânea organizada e traduzida por Rodolfo Mata. Coyoacán - México, Eldorado Ediciones, 1997. n.p.
- Toda Poesia, Companhia das Letras, São Paulo, 2014.
- All Poetry, traduzido por Charles A. Perrone e Ivan Justen Santana, Ed. New London Librarium, 2022, Hanover, CT, USA
- Yo iba a ser Homero. Antologia poética bilíngue organizada e traduzida por Aníbal Cristobo. Barcelona, Kriller71 Ediciones, 2013.
- Leminskiana. Antologia variada. Seleção, cronologia e prólogo de Mario Cámara. Buenos Aires, Corregidor, 2006. 384 pp.
- Distratti Vinceremo (Distraídos Venceremos), tradução de Massimiliano Damaggio e versão de Tuti Maioli. Editora L’arcolaio.  2022
- Parezca y Desaparezca, tradução de Alejandro Güerri. Editora Añosluz. Buenos Aires, 2022

### Obra em prosa
- Catatau (prosa experimental). Curitiba, Ed. do Autor, 1975. 213p.
- Agora é que são elas (romance). São Paulo, Brasiliense, 1984.1 63p.
- Catatau. 2ª ed. Porto Alegre, Sulina, 1989. 230p.
- Metaformose, uma viagem pelo imaginário grego (prosa poética/ensaio). Iluminuras, São Paulo, 1994. (Prêmio Jabuti de poesia, 1995)
- Descartes com lentes (conto). Col. Buquinista, Fundação Cultural de Curitiba, Curitiba, 1995.
- Agora é que são elas (romance). 2ª ed. Brasiliense / Fundação Cultural de Curitiba, 1999.
- Catatau. São Paulo, Iluminuras, 2010. 256p.
- Catatau, Buenos Aires, Editorial Descierto, 2012, 276 p., tradução, posfácio e cronologia de Reynaldo Jiménez.
- Szórakozott Gyozelmunk (Nossa Senhora Distraída) - Distraídos venceremos, tradução de Zoltán Egressy, Colección organizada por Pál Ferenc. Hungría, ed. Kráter, 1994. n.p.
- Ahora es que son ellas (Agora é que são elas) editora Libros de la resistencia tradução de Reynaldo Jiménez. Espanha 2022

### Biografias e ensaios
- Cruz e Souza. São Paulo, Brasiliense. Coleção "Encanto Radical", n° 24, 1985. 78p.
- Matsuó Bashô. São Paulo, Brasiliense, 1983. 78p.
- Jesus. São Paulo, Brasiliense, 1984, 119p.
- Trotski: a paixão segundo a revolução. São Paulo, Brasiliense, 1986.
- Vida (biografias: Cruz e Souza, Bashô, Jesus e Trótski). Sulina, Porto Alegre, 1990. (2ª edição 1998).
- Vida. Cuatro biografías, Puente aéreo, Mar del Plata/Barcelona, 504 p., tradução e prólogo de Joaquín Correa.

### Ensaios

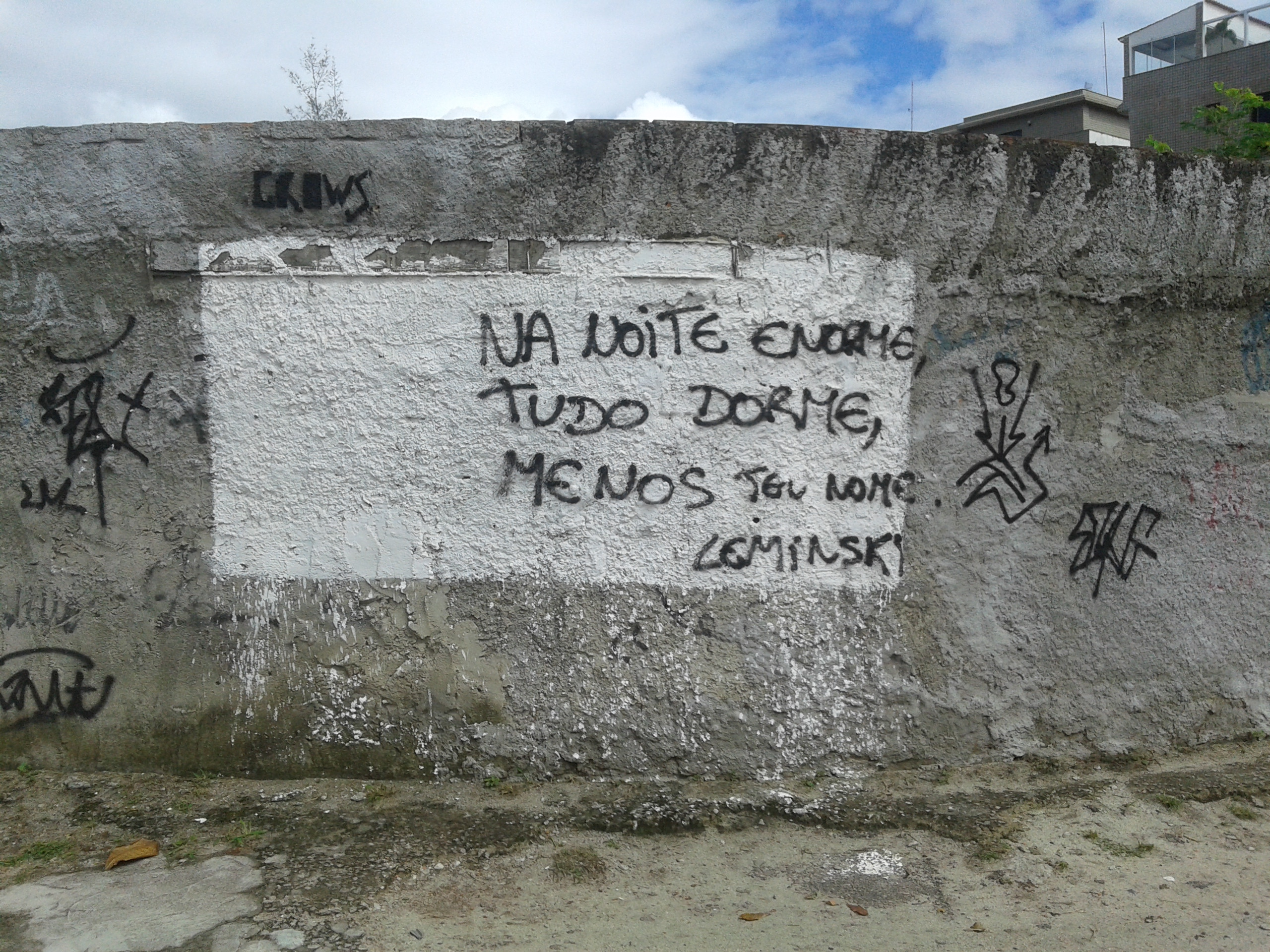
Poema "Na noite enorme" pichado em um muro do Rio de Janeiro

- POE, Edgar Allan. O corvo. São Paulo, Expressão, 1986. 80p. (apêndice)
- Poesia: a paixão da linguagem. Conferência incluída em "Os Sentidos da paixão". São Paulo: Companhia das Letras, 1987. p. 283-306.
- Nossa linguagem. In: Revista Leite Quente. Ensaio e direção. Curitiba, Fundação Cultural de Curitiba, v.1, n.1, mar.1989.
- Anseios crípticos (anseios teóricos): peripécias de um investigador dos sentido no torvelinho das formas e das ideias. Curitiba, Criar, 1986. 143p.
- Metaformose, uma viagem pelo imaginário grego (prosa poética/ensaio). Iluminuras, São Paulo, 1994. (Prêmio Jabuti de poesia, 1995) •
- Ensaios e anseios crípticos. Curitiba, Pólo Editorial, 1997. n.p.
- A Hora da Lâmina, Londrina, Grafatório Edições, 2017.[41]

### Traduções
- FANTE, John. Pergunte ao pó. São Paulo, Brasiliense, 1984.
- FERLINGHETTI, Lawrence. Vida sem fim (com Nelson Ascher e outros tradutores). São Paulo, Brasiliense, 1984. n.p.
- JARRY, Alfred. O supermacho; romance moderno. São Paulo, Brasiliense, 1985. 135 p. Posfácio e tradução do francês.
- JOYCE, James. Giacomo Joyce. São Paulo, Brasiliense, 1985. 94 p. Edição bilingue, tradução e posfácio.
- LENNON, John. Um atrapalho no trabalho. São Paulo, Brasiliense, 1985.
- MISHIMA, Yukio. Sol e aço. São Paulo, Brasiliense, 1985.
- PETRÔNIO. Satyricon. São Paulo, Brasiliense, 1985. 191 p. Tradução do latim.
- BECKETT, Samuel. Malone Morre. São Paulo, Brasiliense, 1986. 160 p. indicação editorial, posfácio e traduções do francês e inglês.
- Fogo e água na terra dos deuses. Poesia egípcia antiga. São Paulo, Expressão, 1987. n.p.

### Literatura infanto-juvenil
- Guerra dentro da gente. São Paulo, Scipione, 1986. 64p.
- A lua foi ao cinema. São Paulo, Pau Brasil, 1989. n.p.

## Obras musicais

### Obra musical
- Songbook Paulo Leminski - São Paulo, Iluminuras, 2015. 320p.

### Produção musical
- 1981 - Verdura - Caetano Veloso no disco Outras palavras
- 1981 - Mudança de estação - A Cor do Som no disco Mudança de estação
- 1981 - Valeu - Paulinho Boca de Cantor no disco Valeu
- 1982 - Se houver céu - Paulinho Boca de Cantor no disco Prazer de viver
- 1982 - Razão - A Cor do Som no disco Magia tropical
- 1988 - Filho de Santa Maria - Itamar Assumpção no disco Intercontinental!
- 1990 - Verdura - Blindagem no disco Blindagem
- 1990 - Se houver céu - Blindagem no disco Blindagem
- 1993 - Mãos ao alto - Edvaldo Santana no disco Lobo solitário
- 1994 - Luzes - Susana Sales no disco Susana Sales
- 1995 - Filho de Santa Maria - Banda Beco no disco BECO
- 1996 - Mudança de estação - A cor do Som no disco Ao vivo no circo
- 1997 - Filho de Santa Maria - QUERO SEU ENDEREÇO da banda Bernardo Pellegrini e o bando do cão sem dono.
- 2001 - Luzes- Arnaldo Antunes no disco Paradeiro
- 2004 - Ogum - Estrela Leminski no Álbum Leminskanções
- 2014 - Verdura - Estrela Leminski no Álbum Leminskanções
- 2014 - Luzes - Estrela Leminski no Álbum Leminskanções
- 2014 - Filho de Santa Maria - Estrela Leminski no Álbum Leminskanções
- 2014 - Se Houver Céu - Zeca Baleiro no Álbum Leminskanções
- 2014 - Desilusão - Álbum Leminskanções
- 2014 - Ogum - Álbum Leminskanções
- 2014 - Razão - Álbum Leminskanções
- 2014 - Não Mexa Comigo - Estrela Leminski e Arnaldo Antunes no Álbum Leminskanções
- 2014 - À Você Amigo - Álbum Leminskanções
- 2014 - Navio - Álbum Leminskanções
- 2014 - Mudança de Estação - Álbum Leminskanções
- 2014 - Esta Voz está sendo ouvida em Marte - Álbum Leminskanções
- 2014 - Adão - Álbum Leminskanções
- 2014 - Ah Você Amigo - Leminskanções
- 2014 - Valeu - Álbum Leminskanções

### Gravações em parceria (letras de Paulo Leminski e música dos parceiros)
- 1976 - Festa Feira - com Celso Loch no disco MAPA - Movimento de Atuação Paiol
- 1982 - Promessas demais - com Moraes Moreira e Zeca Barreto, gravação por Ney Matogrosso
- 1982 - Baile no meu coração - com Moraes Moreira no disco COISA ACESA
- 1982 - Decote Pronunciado - com Moraes Moreira e Pepeu Gomes no disco COISA ACESA
- 1982 - Pernambuco Meu - com Moraes Moreira no disco COISA ACESA
- 1983 - Sempre Ângela - com Moraes Moreira e Fred Góes no disco SEMPRE ANGÊLA de Ângela Maria
- 1983 - Teu Cabelo - com Moraes Moreira no disco PINTANDO O 8
- 1983 - Oxalá - com Moraes Moreira no disco PINTANDO O 8
- 1984 - Mancha de Dendê não sai - com Moraes Moreira no disco MANCHA DE DENDÊ NÃO SAI
- 1984 - Milongueira da Serra Pelada, O Prazer do Poder, Circo Pirado, Xixi nas estrelas, Cadê Vocês?, Coração de Vidro, Frevo Palhaço, Viva a Vita mina com Guilherme Arantes no disco PIRLIMPIMPIM 2
- 1985 - Alma de Guitarra - com Moraes Moreira no disco TOCANDO A VIDA
- 1985 - Vamos Nessa - com Itamar Assumpção no disco SAMPA MIDNIGHT
- 1986 - Desejos Manifestos - com Moraes Moreira e Zeca Barreto no disco MESTIÇO É ISSO
- 1986 - Morena Absoluta - com Moraes Moreira no disco MESTIÇO É ISSO
- 1988 - UTI - com Arnaldo Antunes, gravado por Clínica no disco CLÍNICA
- 1990 - Oração de um Suicida -com Pedro Leminski, Blindagem no disco BLINDAGEM
- 1990 - Sou legal eu sei - com Ivo Rodrigues no disco BLINDAGEM
- 1990 - Não posso ver - com Ivo Rodrigues no disco BLINDAGEM
- 1990 - Palavras - com Ivo Rodrigues no disco BLINDAGEM
- 1990 - Hoje - com Ivo Rodrigues no disco BLINDAGEM
- 1990 - Marinheiro - com Ivo Rodrigues no disco BLINDAGEM
- 1990 - Quanto tempo mais - com Ivo Rodrigues no disco BLINDAGEM
- 1990 - Legião de anjos - com Ivo Rodrigues no disco BLINDAGEM
- 1991 - Lêda - com Moraes Moreira no disco CIDADÃO
- 1991 - Morena Absoluta - com Moraes Moreira no disco OPTIMUN IN HABBEAS COPPUS
- 1992 - Polonaise - com José Miguel Wisnik no disco JOSÉ MIGUEL WISNIK
- 1992 - Subir Mais - com José Miguel Wisnik no disco JOSÉ MIGUEL WISNIK
- 1993 - Alles Plastik - com Carlos Careqa no disco TODOS OS HOMENS SÃO IGUAIS
- 1993 - Freguês Distinto - com Edvaldo Santana no disco LOBO SOLITÁRIO
- 1993 - Custa nada sonhar - com Itamar Assumpção no disco BICHO DE 7 CABEÇAS
- 1994 - Polonaise - com José Miguel Wisnik na trilha sonora do filme ED MORT
- 1995 - O Deus - com Edvaldo Santana e Ademir Assunção no disco TÁ ASSUSTADO? de Edvaldo Santana
- 1996 - Filho de Santa Maria - com Itamar Assumpção, gravado por Zizi Possi no disco MAIS SIMPLES
- 1997 - Lua no Cinema - com Eliakin Rufino no disco SANSARA da Sansara
- 1997 - Lêda - com Moraes Moreira no disco 50 CARNAVAIS
- 1997 - Mancha de dendê não sai - com Moraes Moreira no disco 50 CARNAVAIS
- 1997 - Parece que foi ontem - com Bernardo Pelegrini no disco QUERO SEU ENDEREÇO da banda Bernardo ellegrini e o bando do cão sem dono.
- 1998 - Legião de Anjos - com Ivo Rodrigues no disco DIAS INCERTOS
- 1998 - Rapidamente - com Ivo Rodrigues no disco DIAS INCERTOS
- 1995 - V. de Viagem - com Banda Beco no disco BECO
- 1995 - Peso da Lua - com Banda Beco no disco BECO
- 1998 - Coisas - com Celso Loch no disco VERFREMDUNGSEFFEKT BLUES
- 1998 - Além Alma - com Arnaldo Antunes no disco UM SOM
- 1998 - Dor Elegante - com Itamar Assumpção no disco PRETOBRÁS
- 1999 - Perdendo Tempo - com Antonio Thadeu Wojciechowski / Roberto Prado / Walmor Douglas na trilha sonora do filme BAR BABEL da banda Maxixe Machine
- 2000 - "O Velho Leon e Natália em Coyoacán" (poema musicado por Vítor Ramil, lançada em seu álbum Tambong)
- 2001 - Polonaise II - com Anna Toledo no CD Viva!
- 2001 - A palmeira estremece - com Guca Domenico no disco TE VEJO
- 2002 - Oxalá - com Moraes Moreira no disco de Gilberto Gil To Be Alive Is Good (Anos 1980)
- 2004 - Isto - com Carlos Careqa no CD Não sou filho de ninguém
- 2007 - Além Alma - com Cassyano Correr, pela banda Escola de Robô no disco "um mais um mais"
- 2014 - Diversonagens Suspersas - com Natalia Mallo no Álbum Leminskanções
- 2014 - Dor Elegante - com Itamar Assumpção no Álbum Leminskanções
- 2014 - Hard Feelings - por Serena Assumpção com Itamar Assumpção no Álbum Leminskanções
- 2014 - Sinais de Haicai - com José Miguel Wisnik no Álbum Leminskanções
- 2014 - Transformar - com Moraes Moreira  no Álbum Leminskanções
- 2014 - Oxalá - com Moraes Moreira  no Álbum Leminskanções
- 2014 - Promessas Demais - com Moraes Moreira e Zeca Barreto no Álbum Leminskanções
- 2014 - Live with Me - por Ná Ozzetti com William Shakespeare no Álbum Leminskanções
- 2014 - Hoje tá tão Bonito - com Edvaldo Santana e Fortuna no Álbum Leminskanções
- 2014 - Sou Legal - com Ivo Rodrigues no Álbum Leminskanções
- 2014 - Nóis Fumo - com Alice Ruiz no Álbum Leminskanções
- 2021 - Hoje tá tão Bonito - com Edvaldo Santana e Fortuna no Álbum ViVo de Fortuna

## Prêmios
| Ano  | Prêmio                                  | Categoria | Obra                                          | Resultado        |
| ---- | --------------------------------------- | --------- | --------------------------------------------- | ---------------- |
| 1966 | II Concurso Popular de Poesia Moderna   |           |                                               | Venceu, 1° lugar |
| 1968 | I Concurso Nacional de Contos do Paraná |           | Descartes com lentes                          | Finalista        |
| 1995 | Prêmio Jabuti                           | Poesia    | Metaformose: uma viagem pelo imaginário grego | Venceu, 3° lugar |

## Obras sobre Leminski

### Biografias
- PELLEGRINI, Domingos. Minhas lembranças de Leminski - Geração Editorial, 2014. 200p
- VAZ, Toninho. Paulo Leminski - O Bandido Que Sabia Latim. Record, 2001. 378p

### Documentários
- ALESSI, Cris e MALCHITZSKY, Mario. A Curitiba de Leminski (2017) - Documentário de Curta Curitiba e Prefeitura de Curitiba. Documentário sobre pontos da cidade de Curitiba frequentados por Paulo Leminski.
- ANÍSIO Pedro Anísio. Cine-Haikai (1984) de Pedro Anísio.  Curta inspirado em Oswald de Andrade com Paulo Leminski e mendigos de Curitiba, filme poema que encontra na poesia o seu roteiro.
- GARCIA, Sonia. Paulo Leminski, Um coração de Poeta (1989) de Sonia Garcia. Documentário sobre a vida e a obra de Leminski, prosa, poesia, música, com depoimentos de Boris Schnaiderman, Leila Perrone Moyses, Haroldo de Campos, Cassiana Lacerda, Paulo Vítola, Caetano Veloso e outros.
- KNIJINIK, João. POLACO LOCO PACA (1987) Documentário de João Knijinik, com Paulo Leminski. Curta-metragem histórico que cobre a passagem dos Leminski pela cidade de Porto Alegre na década de 1980.
- MAGALHÃES, Ana Maria. Assaltaram a Gramática (1984), de Ana Maria Magalhães. Com os poetas Paulo Leminski, Francisco Alvim, Waly Salomão, Chacal, incluindo uma homenagem à Ana Cristina César.
- SCHUMANN, Werner. Paulo Leminski - Ervilha da Fantasia (1985) - Documentário de Werner Schumann, com Paulo Leminski. No filme, Leminski fala sobre poesia, cinema, literatura, psicanálise e apresenta a sua obra. Quatro anos depois, ele viria falecer em Curitiba.[42]

### Reportagens
- Rede Globo: Programa Meu Paraná, especial Paulo Leminski, exibido em 17 de outubro de 2009.[43]
- Rede Minas: Programa Diverso, especial sobre Paulo Leminski, exibido em 23 de outubro de 2012.

### Estudos sobre sua obra
- CARVALHO, Tida. O Catatau de Paulo Leminski: (des)coordenadas cartesianas. Cone Sul, 2000.[44]
- LEITE, Elizabeth Rocha. A experiência dos limites na poética de Paulo Leminski. (Tese Doutorado em Teoria Literária e Literatura Comparada). Universidade de São Paulo, USP, 2008.
- LIMA NETO, Manoel Ricardo de. Entre percurso e vanguarda - alguma poesia de Paulo Leminski. São Paulo: editora Annablume, 2002.
- MARQUES, Fabrício. Aço em flor: a poesia de Paulo Leminski. Autêntica Editora, 2001. 135p.
- MELO, Marcelo J. Leminski e a Cidade: Poesia, Urbanização e Identidade Cultural. Monografia apresentada ao Curso de História da Universidade Federal do Paraná, Curitiba, 1996. 61p.
- MENDONÇA, Maurício Arruda. O Romance-idéia Catatau de Paulo Leminski - uma Abordagem Literária e Filosófica - Londrina: Universidade Estadual de Londrina - Centro de Letras e Ciências Humanas, 2009. Dissertação de Mestrado.
- MOREIRA, Paula Renata. Massa para o biscoito e biscoito para a massa: tensões entre expressão e construção na poética leminskiana. Fortaleza: UFC, 2006. Dissertação de mestrado.
- NOVAIS, Carlos Augusto. O rigor da vida e o vigor do verso: o haikai na poética de Paulo Leminski. Belo Horizonte: UFMG, 1999. Dissertação de mestrado.
- NOVAIS, Carlos Augusto. As trapaças de Occam: montagem, palavra-valise e alegoria no Catatau. Belo Horizonte: UFMG, 2008. Tese de doutorado.
- OLIVEIRA, Fátima Maria de. Correspondência e vida de Paulo Leminski: f(r)icção de (tr)aços ou essa fúria que quer seja lá o que for. Rio de Janeiro: PUC-Rio, 2004. Tese de doutorado.
- PEREIRA, Lívia Mendes. Paulo Leminski tradutor: a recriação do Satyricon de Petrônio em Língua Portuguesa do Brasil. Editora Dialética, 2022
- REBUZZI, Solange. Leminski, guerreiro da Linguagem. 7Letras
- SALVINO, Romulo Valle. Catatau: Meditações da Incerteza. São Paulo: Educ Fapesp, 2000.
- SANDMANN, Marcelo. (org.) A pau a pedra a fogo a pique: dez estudos sobre a obra de Paulo Leminski. Curitiba: Secretaria de Estado da Cultura do Paraná, 2010.
- SANTANA, Ivan Justen. Paulo Leminski, intersemiose e carnavalização na tradução. São Paulo: USP, 2002. Dissertação de mestrado.
- TECA, William. Descartatau. Curitiba: Kotter Editorial, 2021.
- TIMBÓ, Eduardo. O Catatau e as armadilhas borgeanas. Rio de Janeiro: UFRJ, 2015. Tese de doutorado.

### Homenagens
Na Universidade Federal da Paraíba, há um laboratório de pesquisa cujo nome homenageia Leminski: Laboratório de Genética Evolutiva Paulo Leminski, que é vinculado ao Departamento de Biologia Molecular da universidade. O grupo foca majoritariamente em estudos sobre biologia molecular, origem da vida e modelagem de proteínas. A homenagem deriva da ideia de que ciência deveria ter mais poesia.
Em Curitiba, seu nome está presente na famosa Pedreira Paulo Leminski, um dos principais espaços para eventos no Brasil, localizada no bairro Abranches tem capacidade para mais de 30 mil pessoas. Alguns dos grandes artistas que se apresentaram na Pedreira: Rita Lee, Caetano Veloso, Titãs, David Bowie, Iron Maiden, Guns N' Roses, Paul McCartney, Katy Perry, Avril Lavigne, AC/DC e Elton John.

## Controvérsia
Segundo um dos biógrafos do poeta, Toninho Vaz, em 31 de janeiro de 1968 nascia o bebê de Neiva, primeira esposa de Leminski, o qual foi registrado em 15 de fevereiro de 1968 como Paulo Leminski Neto, filho de Paulo Leminski Filho e Nevair Maria de Souza Leminski. Todavia, em 1976, já separada de seu primeiro marido desde o ano de nascimento da criança, Neiva registrou o filho com o nome de Luciano Costa, tendo Ivan da Costa como pai (que efetivamente criou o rapaz): gerando a polêmica em torno da verdadeira identidade dele. Segundo a mesma, a certidão de nascimento anterior foi tirada por pressão da família do Leminski, com a qual vivia em uma comunidade hippie e que não aceitaria o fato de que ela engravidara de outro homem.